# Concepción (Antioquia)
Pour les articles homonymes, voir Concepción.
Concepción est une municipalité située dans le département d'Antioquia, en Colombie.
Dans les temps anciens, le territoire était occupé par des autochtones précolombiens, même si les premiers colons stables étaient des mineurs de la ville de Santa Fe de Antioquia. Beaucoup d'entre eux étaient consacrés à la Vierge de l'Immaculée Conception, en l'honneur de laquelle ils ont donné plus tard le nom à quelques mines de la région et plus tard même à l'église principale. La paroisse a été créée fin 1770 à la demande du Dr Juan Salvador de Villa y Castañeda Juan Salvador de Villa y Castañeda, Vicaire d'Antioquia, au nom de l'évêque de Popayán. Ses personnages les plus illustres sont: le général qui a participé à l'indépendance latino-américaine José María Córdova (né le 8 septembre 1799 et tué par insubordination à Simón Bolivar en 1829) et le bienheureux Rubén López Aguilar (né le 12 avril 1908, décédé assassiné en Espagne le 5 août 1936) béatifié par le pape Jean-Paul II à Rome en 1992.
Le village a été déclaré « site d'intérêt culturel et national » en 1999, pour ses rues en pierre et son état de conservation exceptionnel.

## Sites d'intérêt
Cette petite ville conserve de très beaux sites coloniaux tels que l'église principale, la « Casa de la Cultura », où est né le leader de l'indépendance Jose Maria Cordova, et plusieurs rues coloniales, parmi lesquelles Tulio Ospina, Eloy Alfaro, Santander et Cordova. Tout autour de nombreux sites naturalistes : les chutes de Matasano, la piscine naturelle d'Aguacate et l'étonnante jetée à l'intérieur de la ferme sociale Athakai.

## Personnalités liées à la municipalité
- José María Córdova (1799-1829) : général né à Concepción.